# Albert Sirk

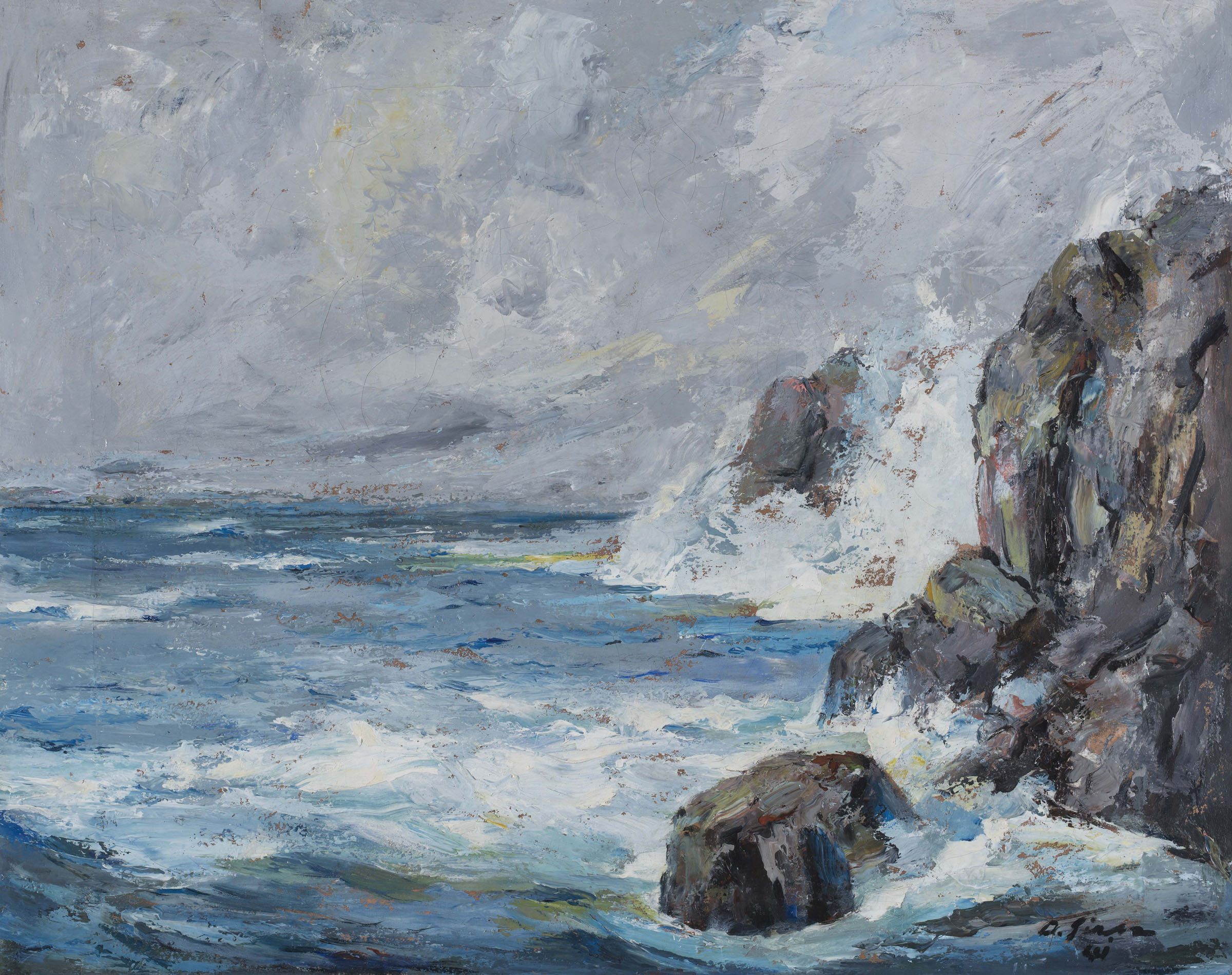

Albert Sirk (* 25. Mai 1887 oder 26. Mai 1887 in Santa Croce, Freie Stadt Triest, Österreich-Ungarn; † 13. September 1947 in Celje, Föderative Volksrepublik Jugoslawien) war ein österreichisch-jugoslawischer Maler, Grafiker und Illustrator. Im slowenischen Kontext erlangte er vor allem durch die Marinemalerei an Bedeutung.

## Leben
Nach dem Besuch der Realschule in Triest lernte Sirk von 1906 bis 1907 an der dortigen Gewerbeschule dekoratives Zeichnen und arbeitete danach als Zeichner in einer lithographischen Anstalt. In den Jahren 1909 bis 1912 versah er seinen Militärdienst in der k. u. k. Kriegsmarine. Nach dem Ausscheiden aus dem Militärdienst belegte er bis ins Jahr 1913 Kurse an den Kunstakademien in Venedig (Accademia di belle arti di Venezia) und Urbino (Accademia di belle arti di Urbino). In weiterer Folge legte er die Lehrbefähigungsprüfung als Zeichenlehrer für Volks- und niedere technische Schulen ab und wurde noch im selben Jahr als Marinezeichner nach Pula berufen. Hier gab er unter anderem den Kindern von Admiral Miklós Horthy Zeichenunterricht. Nach dem Ersten Weltkrieg folgte eine Anstellung als Vertragslehrer am Gymnasium im nunmehr italienischen Triest, wo Sirk 1923 als „unerwünschter Slowene“ gekündigt wurde.
Bereits während seiner Lehrtätigkeit begann er als Illustrator für slowenische Zeitungen, dabei unter anderem für Naš glas (dt. Unsere Stimme), Novi rod oder Novice, zu arbeiten. Im Jahre 1929 übersiedelte Sirk endgültig nach Jugoslawien, wo er als Fachlehrer in Lenart v Slovenskih Goricah und Celje arbeitete, gleichzeitig aber weiter für Zeitungen (unter anderem für die Ilustracija und andere) Illustrationen lieferte. Ab 1931 nahm er an mehreren Ausstellungen teil. Nachdem er während des Zweiten Weltkrieges nach Serbien ausgesiedelt wurde, unterrichtete er nach dem Kriegsende an der Lehrerbildungsanstalt in Portorož.
Sein malerisches Œuvre umfasst unter anderem Seestücke, Porträts und Stillleben. Er war an allen künstlerischen Zeitströmungen teilhabend. Neben seinen hauptsächlichen Arbeiten entstanden auch eine Reihe von aquarellierten Reiseskizzen, Federzeichnungen, Holzschnitten und Karikaturen. Bei seinen Reisen besuchte er sämtliche Regionen Jugoslawiens, drang aber auch in andere Gegenden vor. Am 13. September 1947 verstarb Sirk 60-jährig in Celje, zum damaligen Zeitpunkt bereits Teil der Föderativen Volksrepublik Jugoslawien.